# Prova di Bing
La Prova di Bing, nota anche con il nome di test di Bing oppure di test dell'occlusione, è un esame audiometrico (cioè dell'udito) di tipo soggettivo.

## Storia
Il test fu inventato nel 1891 dall'otorino tedesco Albert Bing, al quale deve il nome.

Nell'articolo originale Bing notava che se un diapason in vibrazione viene posto al centro della fronte o sul processo mastoideo fino a quando non viene più percepito alcun suono, se si provvede a chiudere con un dito il condotto uditivo esterno, il suono ricompare e può essere percepito ancora per qualche tempo.

Egli chiamò questo riapparire del suono "percezione secondaria" per differenziarlo dal primo apparire chiamato "percezione primaria".

Bing definì il test positivo quando il suono riappariva dopo l'occlusione del canale uditivo e negativo quando il suono non riappariva più.

## Tecnica
Nella prova di Bing il diapason è colpito per essere messo in vibrazione e successivamente è posizionato sulla regione mastoidea del paziente.  L'esaminatore occlude alternativamente il meato esterno del paziente. 
Se il paziente ha un udito normale o una perdita neurosensoriale, nota un cambiamento di intensità allorché l'orecchio è occluso. 
Se invece il paziente ha una perdita uditiva di tipo trasmissivo, non noterà alcun cambiamento.

## Interpretazione
Con questa prova si mette a confronto la conduzione ossea assoluta (quando la prova è eseguita ad orecchio chiuso) con la conduzione ossea relativa (eseguita ad orecchio aperto).

Infatti la sensazione di loudness per uno stimolo in conduzione ossea può cambiare quando il condotto uditivo esterno viene chiuso a causa dell'eliminazione dell'effetto passa-alto che normalmente è presente in un condotto uditivo esterno non occluso.
Un cambiamento della sensazione di loudness in seguito all'occlusione del condotto uditivo esterno indicherà una normale trasmissione del suono oppure una ipoacusia di tipo percettivo (ipoacusia neurosensoriale), quindi si parla di test di Bing Positivo.
Nessuna variazione della sensazione di loudness indicherà invece la presenza di una ipoacusia trasmissiva superiore ai 20 dB HL, quindi si parla di test di Bing Negativo.
Il test di Bing è stato utilizzato per anni ma la sua sensibilità e specificità non sono mai state determinate in letteratura. Per tale motivo recentemente svariati test clinici basati sull'utilizzo del diapason sono stati riesaminati al fine di determinarene la reale utilità, sensibilità e specificità.
In ogni caso il test di Rinne con diapason a 256 Hz è stato più sensibile rispetto al test di Bing con diapason, e presenta una specificità simile. Il test di Rinne è quindi il test migliore per un uso clinico.